# Búri

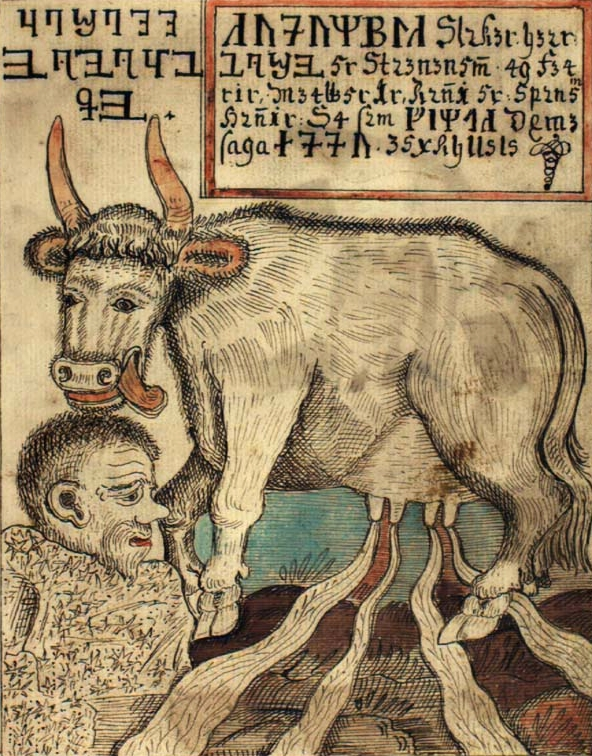
Búri wordt uit het zoute ijsblok gelikt door de oerkoe Auðumbla. Illustratie van een 18e-eeuws IJslands manuscript.

In de Noordse mythologie is Búri de tweede oerreus (naast Ymir). Buri wordt door de oerkoe Audhumbla uit de originele stagnerende ijsmassa gelikt. Búri is de oervader zowel van alle reuzen als goden (Asen en Wanen).
Van hem stammen als eersten Borr (of Bor) en Bestla uit wie de voorlopers van de Asen (Odin) en Wanen (Vili) alsook Ve voortkomen.
In de Gylfaginning van Snorri Sturlusons Proza-Edda zijn de volgende regels te lezen:
| Hon sleikti hrímsteinana er saltir váru. Ok hinn fyrsta <dag> er hon sleikti steina, kom ór steininum at kveldi manns hár, annan dag manns höfuð, þriðja dag var þar allr maðr. Sá er nefndr Búri. Hann var fagr álitum, mikill ok máttugr. Hann gat son þann er Borr hét. — genormaliseerde tekst van R | Ze likte de ijsblokken, die zoutig waren; en de eerste dag dat ze de blokken likte kwam voort uit de blokken in de avond het haar van een man; de tweede dag, een manshoofd; de derde dag was de hele man er. Hij wordt genoemd Búri: hij was fraai van voorkomen, groot en machtig. Hij kreeg een zoon genaamd Borr[.] — uit de vertaling van Brodeur |  |

Búri wordt nergens in de Poëtische Edda genoemd, en slechts een enkele keer in het skaldisch corpus. In Skáldskaparmál haalt Snorri Sturluson het volgend vers aan van de 12e-eeuwse skald Þórvaldr blönduskáld.
| Nú hefk mart í miði greipat burar Bors, Búra arfa. — Finnur Jónssons editie | Nu heb ik gesnapt veel van de mede [veel poëzie gemaakt] van Buri's erve Bors zoon [Odin]. — |  |